# Sunny Suljic
Sunny Suljic (Roswell, 10 de agosto de 2005) es un actor estadounidense, reconocido por sus papeles como Bob en The Killing of a Sacred Deer de Yorgos Lanthimos y como Atreus, hijo de Kratos, en el videojuego God of War, que le valió una nominación a los Premios BAFTA por mejor desempeño en un juego de video.

## Filmografía

### Cine
| Año  | Título                                | Papel          | Notas |
| ---- | ------------------------------------- | -------------- | ----- |
| 2013 | Ruined                                | Jody Dunlap    | Corto |
| 2015 | 1915                                  | Gabriel        |       |
| 2015 | The Unspoken                          | Adrian         |       |
| 2017 | The Killing of a Sacred Deer          | Bob Murphy     |       |
| 2018 | Don't Worry, He Won't Get Far on Foot | Patinador      |       |
| 2018 | Mid90s                                | Stevie         |       |
| 2018 | The House with a Clock in Its Walls   | Tarby Corrigan |       |
| 2020 | The Christmas Chronicles 2            | Doug Pierce    |       |
| 2021 | North Hollywood                       | Clark          |       |

### Televisión
| Año  | Título          | Papel       | Notas      |
| ---- | --------------- | ----------- | ---------- |
| 2014 | Criminal Minds  | Joe Bachner | 1 episodio |
| 2016 | Shady Neighbors | Oliver      | Telefilme  |

### Videojuegos
| Año  | Título                            | Papel  | Notas                       |
| ---- | --------------------------------- | ------ | --------------------------- |
| 2018 | God of War: A Call from the Wilds | Atreus | Voz y captura de movimiento |
| 2018 | God of War                        | Atreus | Voz y captura de movimiento |
| 2022 | God of War: Ragnarök              | Atreus | Voz y captura de movimiento |